# محققو الحيوانات
محققو الحيوانات، مسلسل انمي ياباني من إخراج ستوديو ساتلايت وبالتعاون مع كل من هال فيلم ميكر و.ج.ام. انيمايشن (JM Animation). عُرض المسلسل لأول مرة على قناة تلفزيون طوكيو في 5 أكتوبر 2009 وحتى 20 سبتمبر 2010.

## القصة
تدور احداث المسلسل حول مجموعة من الأطفال يحاولون حل بعض الالغاز عن الحيوانات بواسطة جهاز الكيرومين الذي يتنكرون به في شكل حيوانات، وتحدث لهم مغامرات جميله ويكتشفون أن جدهم هو السلحفاة بفضل حنان.

## الشخصيات الرئيسية
دانية (ريكو)
وهي شخصية كوميدية، طريفة تنكرها بشكل قطة-أول ظهور لها كان في الحلقة الأولى- وهي شقيقة رانيا وحنان وهي تحب سامي كما انهما متشابهان- مؤدية الصوت بالعربي أميرة حذيفي.
رانية (ميكو)
وهي شخصية عبقرية وتهوى التصوير تنكرها بشكل ارنب.
حنان (ناغيسيا)
وهي شخصية جادة ولطيفة وخجوله تنكرها بشكل كلب وتحب شاب اسمه باسم (بارس)الا انها لاتعرف قصته وهي تخجل عندما تراه.
سامي (كين)
وهو شخصية منفردة تهوى المغامرة ولكن في نفس الوقت مضحكة تنكره بشكل فار وهو يكن بعض المشاعر لدانيا مؤدية الصوت سمر كوكش.
تامر (كين)
وهو شخصية عبقرية وخجولة ومخلصة تنكره بشكل بطة وهو معجب برانيا ولذالك تنكسر نضاراته عندما يراها.
كانون (كانون)
وهي شخصية فضولية تنكرها بشكل خفاش وتحب ان تبقى مع سامي وفي البداية كانت تغار من دانيا لكن فيما بعد تصبح صديقتها

## روابط خارجية
- محققو الحيوانات على موقع IMDb (الإنجليزية)
- محققو الحيوانات على موقع ANN anime (الإنجليزية)